# Margot Wallström
Margot Elisabeth Wallström, née le 28 septembre 1954 à Skellefteå (Västerbotten), est une femme politique suédoise appartenant au Parti social-démocrate suédois des travailleurs (SAP). Depuis le 3 octobre 2014, elle est ministre des Affaires étrangères de la Suède au sein du gouvernement Löfven.
Elle est auparavant commissaire européenne, de 1999 à 2010, dans la commission Prodi puis dans la première commission Barroso, ainsi que représentante spéciale du secrétaire général de l'ONU sur la violence sexuelle dans les conflits, de 2010 à 2012.

## Biographie

### Ascension politique (1974-1999)
De 1974 à 1977, Margot Walström est responsable des Jeunesses social-démocrates, organisation de jeunesse du Parti social-démocrate suédois. Après être comptable au sein de la Banque d'épargne Alfa de Karlstad à partir de 1979, elle a fait son entrée pour la première fois au Riksdag, le parlement suédois, à la suite des élections législatives de 1979, et y a siégé jusqu'en 1985. Entre 1986 et 1987, elle a de nouveau travaillé à la Banque d'épargne Alfa, cette fois en tant que comptable en chef. De 1988 à 1991, elle est ministre de la jeunesse, des collectivités et des consommateurs dans le gouvernement d'Ingvar Carlsson. À la suite de ce mandat, elle a effectué un nouveau retour à la vie civile en devenant PDG de TV Värmland, une chaîne de télévision suédoise régionale, tout en intégrant le Comité exécutif du Parti social-démocrate. En 1994, elle est de nouveau appelée au gouvernement, chargée de la Culture, puis des Affaires sociales. En 1998, n'étant plus membre du gouvernement, elle est devenue vice-présidente de Worldview Global Media, une organisation basée à Colombo au Sri Lanka, jusqu'à sa nomination l'année suivante à la Commission européenne,

### Membre de la Commission européenne (1999-2010)

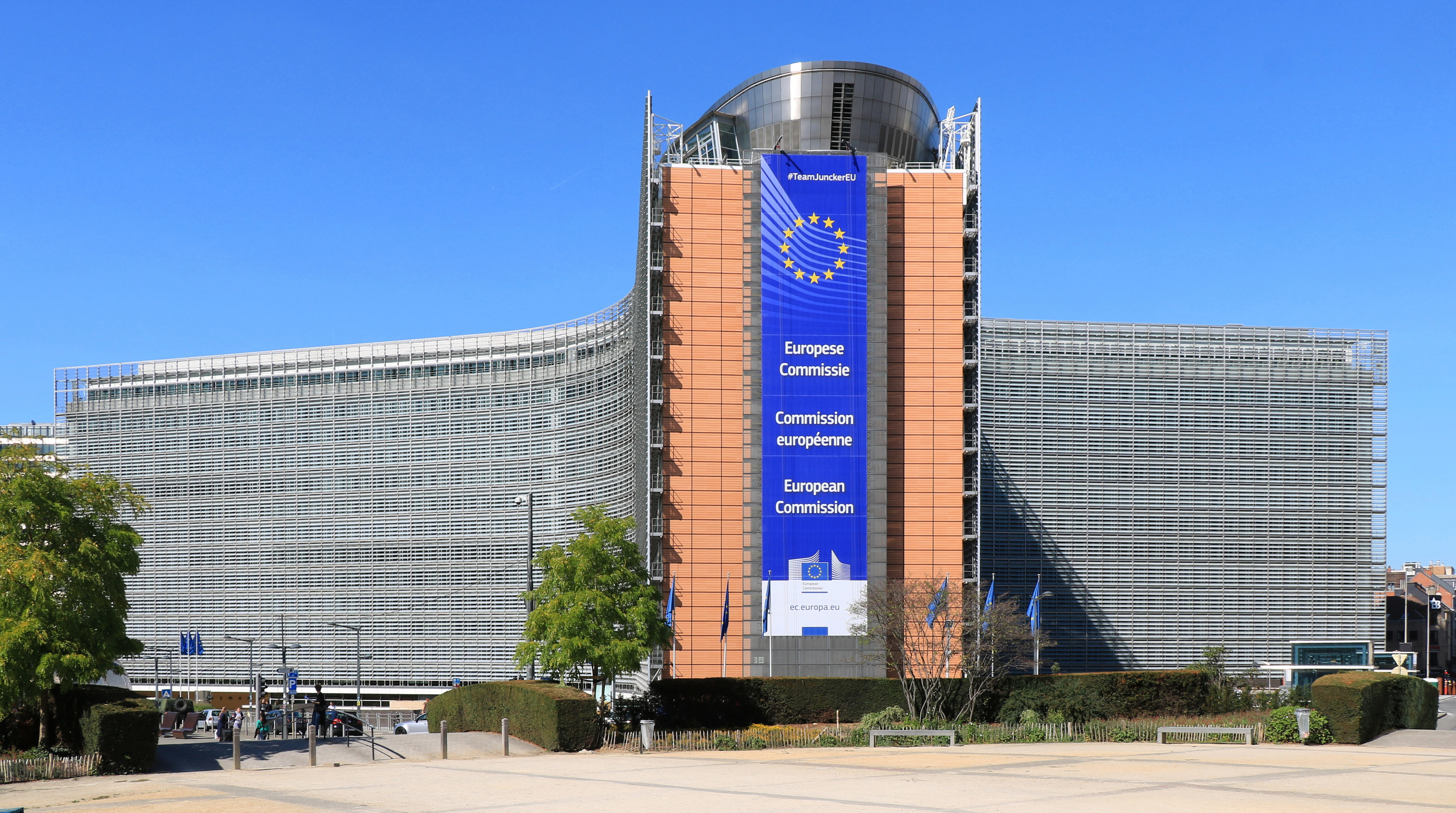
La Commission européenne, dont Margot Wallström a été la vice-présidente de 2004 à 2010.

En 1999, Margot Wallström devient, après Anita Gradin, le deuxième membre suédois de la Commission européenne depuis l'adhésion de son pays à l'Union européenne en 1995. Après être chargée de l'environnement dans la commission de Romano Prodi, elle a été désignée en 2004 par le nouveau président, José Manuel Durão Barroso, comme première vice-présidente chargée des relations institutionnelles et de la stratégie de communication. À ce titre, elle a été membre du groupe Amato, chargé de préparer la rédaction du traité modificatif.

### Passage par l'ONU (2010-2012)
Après la fin de son mandat de commissaire européenne, Wallström a été nommée par Ban Ki-moon, représentante spéciale du secrétaire général de l'ONU sur la violence sexuelle dans les conflits, fonction qu'elle a exercée jusqu'en mai 2012.

### Retour actif en Suède (depuis 2014)

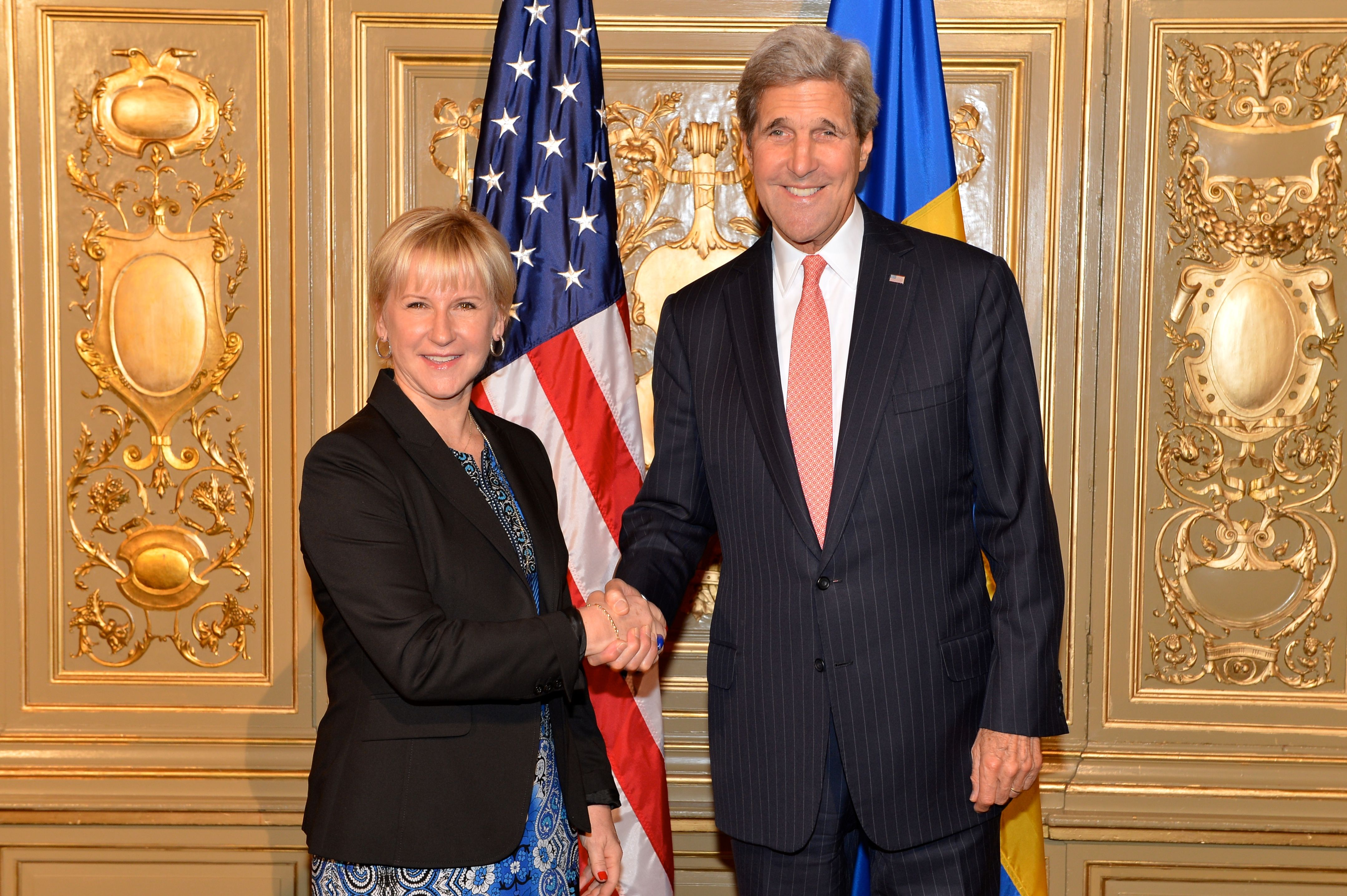
Wallström et le secrétaire d'État américain John Kerry.

Pressentie pour la présidence du Parti social-démocrate qui doit élire une nouvelle direction lors de son Congrès extraordinaire de mars 2007, après la défaite historique du parti aux élections législatives de septembre 2006, Margot Wallström décline l'offre, préférant poursuivre son mandat au sein de la Commission européenne. En octobre 2014, elle a néanmoins accepté de devenir la nouvelle ministre des Affaires étrangères, à la suite de la courte victoire de la gauche et de la formation du gouvernement Löfven.
Elle prône une « politique étrangère féministe », qui a des conséquences notables, en particulier avec l'Arabie saoudite, annulant notamment un contrat de coopération militaire pour protester contre les manquements aux droits des femmes dans le pays.
Lors d'un débat parlementaire, à la suite de l'affirmation de nombreuses ONG locales et étrangères dénonçant l'usage excessif de la force du côté israélien, pour tuer et non pour neutraliser, Margot Wallström a demandé l'ouverture d'une enquête sur les « exécutions extrajudiciaires » de Palestiniens par l’armée et la police israéliennes, depuis le début de la vague de violence en octobre 2015. Si le ministère palestinien des Affaires étrangères salue une « position humanitaire courageuse », Israël statue cette proposition comme « délirante et irresponsable » et y voit un encouragement au terrorisme.
En février 2016, le parquet anticorruption annonce l’ouverture d’une enquête préliminaire sur les conditions dans lesquelles la ministre avait obtenu un appartement à loyer plafonné auprès du syndicat de la fonction publique Kommunal, sans attendre des années comme les locataires ordinaires.

## Autres engagements
Elle est anciennement membre de la Fondation Edsberg, du Centre International Olof Palme, de l'Institut pour la démocratie et de la Commission Trilatérale.

## Vie privée
Wallström est mariée depuis 1984 à Håkan Olsson, avec qui elle a deux fils prénommés Viktor et Erik.

## Distinctions
Le 11 avril 2014, elle reçoit les insignes de commandeur de l'ordre national de la Légion d'honneur par l'ambassadeur de France en Suède.